# پامچال زیبولد
پامچال زیبولد (نام علمی: Primula sieboldii) نام یک گونه از سرده پامچال است.